# Govin Singh
Govin Singh (Tentha, 3 gennaio 1988) è un ex calciatore indiano, di ruolo difensore.

## Statistiche

### Cronologia presenze e reti in nazionale
| Cronologia completa delle presenze e delle reti in nazionale ― India | Cronologia completa delle presenze e delle reti in nazionale ― India | Cronologia completa delle presenze e delle reti in nazionale ― India | Cronologia completa delle presenze e delle reti in nazionale ― India | Cronologia completa delle presenze e delle reti in nazionale ― India | Cronologia completa delle presenze e delle reti in nazionale ― India | Cronologia completa delle presenze e delle reti in nazionale ― India | Cronologia completa delle presenze e delle reti in nazionale ― India |
| Data                                                                 | Città                                                                | In casa                                                              | Risultato                                                            | Ospiti                                                               | Competizione                                                         | Reti                                                                 | Note                                                                 |
| -------------------------------------------------------------------- | -------------------------------------------------------------------- | -------------------------------------------------------------------- | -------------------------------------------------------------------- | -------------------------------------------------------------------- | -------------------------------------------------------------------- | -------------------------------------------------------------------- | -------------------------------------------------------------------- |
| 21-3-2011                                                            | Kuala Lumpur                                                         | India                                                                | 3 – 0                                                                | Taipei cinese                                                        | AFC Challenge Cup                                                    | -                                                                    |                                                                      |
| 23-3-2011                                                            | Kuala Lumpur                                                         | Pakistan                                                             | 1 – 3                                                                | India                                                                | AFC Challenge Cup                                                    | -                                                                    | 46’                                                                  |
| 23-7-2011                                                            | al-'Ayn                                                              | Emirati Arabi Uniti                                                  | 0 – 3                                                                | India                                                                | Qual. Mondiali 2014                                                  | -                                                                    |                                                                      |
| 21-8-2011                                                            | Port of Spain                                                        | Trinidad e Tobago                                                    | 3 – 0                                                                | India                                                                | Amichevole                                                           | -                                                                    |                                                                      |
| Totale                                                               |                                                                      | Presenze                                                             | 4                                                                    |                                                                      | Reti                                                                 | 0                                                                    |                                                                      |

## Palmarès

### Club

#### Competizioni nazionali
- I-League: 1

Churchill Brothers: 2008-2009
- I-League 2nd Division: 3

United Sikkim: 2012
NEROCA: 2016-2017